# Changra (Depön)
Changra, persoonsnaam Wangchhuk Tharchin (1878/1882 - 1939), was een Tibetaans politicus en militair.

## Loopbaan
Changa trad toe tot de regering van historisch Tibet in 1902. Hij werd een militair officier 4e rang (Depön) en stond aan het hoofd van de bodyguard van de dertiende dalai lama, de Kusung, die bestond uit 500 man.
In 1934 werd hij bevorderd tot hoofdcommandant van het Tibetaanse leger dat in die tijd bestond uit 7700 militairen.

## Reputatie
Volgens Britse bronnen was hij als politicus conservatief en rechtdoorzee. Zijn invloed zou echter beperkt zijn geweest.